# Ô Corse île d'amour
 (août 2012).
Si vous disposez d'ouvrages ou d'articles de référence ou si vous connaissez des sites web de qualité traitant du thème abordé ici, merci de compléter l'article en donnant les références utiles à sa vérifiabilité et en les liant à la section « Notes et références ».
Ô Corse île d'amour est une chanson interprétée par Tino Rossi en 1934, écrite par Vincent Scotto (musique) et Géo Koger (paroles). La chanson est créée dans la revue Parade de France au Casino de Paris,.